# Wordragen
Wordragen est un hameau néerlandais situé dans la province de Gueldre.
Wordragen est situé au nord-est d'Ammerzoden, de l'autre côté du Meersloot. La forme en courbe du hameau s'explique par sa situation le long d'un ancien méandre de la Meuse, coupé en 1354.
Depuis 1er janvier 1999 Wordragen fait partie de la commune de Maasdriel. Avant cette date, le hameau faisait partie de la commune d'Ammerzoden. En 1840, Wordragen comptait 16 maisons et 94 habitants.